# Remo nos Jogos Olímpicos de Verão de 1908

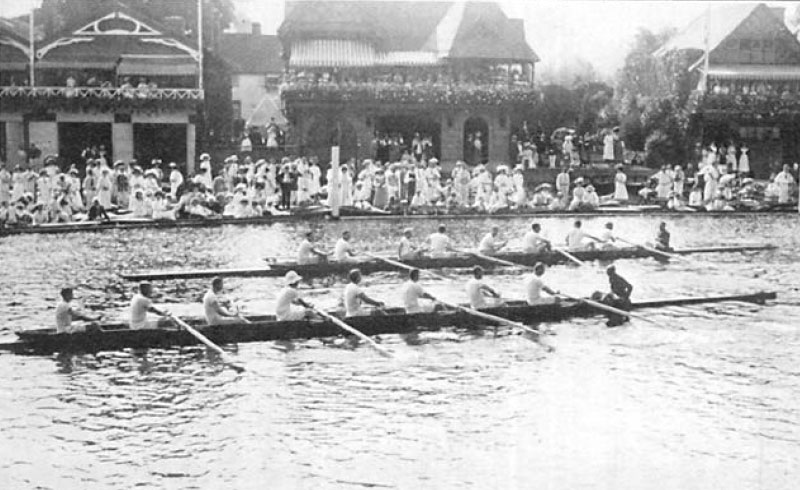
Equipes de Reino Unido e Hungria competem na prova de oito com do remo

O remo nos Jogos Olímpicos de Verão de 1908 foi realizado na cidade de Henley-on-Thames, próxima a Londres, com quatro eventos disputados. A única alteração em relação aos Jogos anteriores em Saint Louis, foi a retirada do evento de skiff duplo do programa. Hungria e Noruega tiveram atletas representados na modalidade pela primeira vez e competiram ao lado de outras seis nações. Apenas homens participaram das provas.

## Eventos do remo
Masculino: Skiff simples | Dois sem | Quatro sem | Oito com

## Skiff simples
| Pos. | País               | Atletas              |
| ---- | ------------------ | -------------------- |
|      | Grã-Bretanha (GBR) | Harry Blackstaffe    |
|      | Grã-Bretanha (GBR) | Alexander McCullough |
|      | Alemanha (GER)     | Bernhard von Gaza    |
|      | Hungria (HUN)      | Károly Levitzky      |

### Primeira fase
| Pos. | Remador           | País     | Tempo         |
| ---- | ----------------- | -------- | ------------- |
| 1    | Bernhard von Gaza | Alemanha | 9.35          |
| 2    | Ernö Killer       | Hungria  | não completou |

### Quartas de final
Quartas de final 1
| Pos. | Remador           | País     | Tempo   |
| ---- | ----------------- | -------- | ------- |
| 1    | Bernhard von Gaza | Alemanha | 9.47    |
| 2    | Louis Scholes     | Canadá   | Unknown |

Quartas de final 2
| Pos. | Remador         | País    | Tempo        |
| ---- | --------------- | ------- | ------------ |
| 1    | Károly Levitzky | Hungria | 10.8         |
| 2    | Gino Ciabatti   | Itália  | desconhecido |

Quartas de final 3
| Pos. | Remador           | País        | Tempo        |
| ---- | ----------------- | ----------- | ------------ |
| 1    | Harry Blackstaffe | Reino Unido | 10.3         |
| 2    | Walter Bowler     | Canadá      | desconhecido |

Quartas de final 4
| Pos. | Remador              | País        | Tempo        |
| ---- | -------------------- | ----------- | ------------ |
| 1    | Alexander McCullough | Reino Unido | 10.8         |
| 2    | Joseph Hermans       | Bélgica     | desconhecido |

### Semifinais
Semifinal 1
| Pos. | Remador              | País        | Tempo        |
| ---- | -------------------- | ----------- | ------------ |
| 1    | Alexander McCullough | Reino Unido | 10.22        |
| 2    | Károly Levitzky      | Hungria     | desconhecido |

Semifinal 2
| Pos. | Remador           | País        | Tempo         |
| ---- | ----------------- | ----------- | ------------- |
| 1    | Harry Blackstaffe | Reino Unido | 10.14         |
| 2    | Bernhard von Gaza | Alemanha    | não completou |

### Final
| Pos. | Remador              | País        | Tempo        |
| ---- | -------------------- | ----------- | ------------ |
| 1    | Harry Blackstaffe    | Reino Unido | 9.26         |
| 2    | Alexander McCullough | Reino Unido | desconhecido |

## Dois sem
| Pos. | País               | Atletas                         |
| ---- | ------------------ | ------------------------------- |
|      | Grã-Bretanha (GBR) | Reginald Fenning Gordon Thomson |
|      | Grã-Bretanha (GBR) | George Fairbairn Philip Verdon  |
|      | Canadá (CAN)       | Frederick Toms Norwey Jackes    |
|      | Alemanha (GER)     | Martin Stahnke Willy Düskow     |

### Semifinais
Semifinal 1
| Pos. | Remadores                         | País        | Tempo        |
| ---- | --------------------------------- | ----------- | ------------ |
| 1    | Reginald Fenning / Gordon Thomson | Reino Unido | 9.46         |
| 2    | Frederick Toms / Norwey Jackes    | Canadá      | desconhecido |

Semifinal 2
| Pos. | Remadores                        | País        | Tempo        |
| ---- | -------------------------------- | ----------- | ------------ |
| 1    | George Fairbairn / Philip Verdon | Reino Unido | 11.5         |
| 2    | Martin Stahnke / Willy Düskow    | Alemanha    | desconhecido |

### Final
| Pos. | Remadores                         | País        | Tempo        |
| ---- | --------------------------------- | ----------- | ------------ |
| 1    | Reginald Fenning / Gordon Thomson | Reino Unido | 9.41         |
| 2    | George Fairbairn / Philip Verdon  | Reino Unido | desconhecido |

## Quatro sem
| Pos. | País                | Atletas                                                          |
| ---- | ------------------- | ---------------------------------------------------------------- |
|      | Grã-Bretanha (GBR)  | Robert Cudmore James Gillan Duncan Mackinnon Robert Somers-Smith |
|      | Grã-Bretanha (GBR)  | Philip Filleul Harold Barker Reginald Fenning Gordon Thomson     |
|      | Canadá (CAN)        | Gordon Balfour Becher Gale Charles Riddy Geoffrey Taylor         |
|      | Países Baixos (NED) | Hermannus Höfte Albertus Wielsma Johan Burk Bernardus Croon      |

### Semifinais
Semifinal 1
| Pos. | Remadores                                                              | País        | Tempo        |
| ---- | ---------------------------------------------------------------------- | ----------- | ------------ |
| 1    | Robert Cudmore / James Gillan / Duncan Mackinnon / Robert Somers-Smith | Reino Unido | 8.34         |
| 2    | Gordon Balfour / Becher Gale / Charles Riddy / Geoffrey Taylor         | Canadá      | desconhecido |

Semifinal 2
| Pos. | Remadores                                                          | País          | Tempo        |
| ---- | ------------------------------------------------------------------ | ------------- | ------------ |
| 1    | Philip Filleul / Harold Barker / Reginald Fenning / Gordon Thomson | Reino Unido   | 9.4          |
| 2    | Hermannus Höfte / Albertus Wielsma Johan Burk / Bernardus Croon    | Países Baixos | desconhecido |

### Final
| Pos. | Remadores                                                                 | País        | Tempo        |
| ---- | ------------------------------------------------------------------------- | ----------- | ------------ |
| 1    | C. Robert Cudmore / James Gillan / Duncan Mackinnon / Robert Somers-Smith | Reino Unido | 8.34         |
| 2    | Philip Filleul / Harold Barker / Reginald Fenning / Gordon Thomson        | Reino Unido | desconhecido |

## Oito com
| Ouro | Prata | Bronze | Bronze |
| Grã-Bretanha (GBR) Albert Gladstone Frederick Septimus Kelly Banner Johnstone Guy Nickalls Charles Burnell Ronald Sanderson Raymond Etherington-Smith Henry Bucknall Gilchrist Maclagan (tim.) | Bélgica (BEL) Oscar Taelman Marcel Morimont Rémy Orban Georges Mijs François Vergucht Polydore Veirman Oscar de Somville Rodolphe Poma Alfred van Landeghem (tim.) | Canadá (CAN) Irvine Robertson Joseph Wright Julius Thomson Walter Lewis Gordon Balfour Becher Gale Charles Riddy Geoffrey Taylor Douglas Kertland (tim.) | Grã-Bretanha (GBR) Frank Jerwood Eric Powell Oswald Carver Edward Williams Henry Goldsmith Harold Kitching John Burn Douglas Stuart Richard Boyle (tim.) |

### Quartas de final
Quartas de final 1
| Pos. | Remadores | País    | Tempo        |
| ---- | --- | ------- | ------------ |
| 1    | Irvine Robertson / Joseph Wright / Julius Thomson / Walter Lewis / Gordon Balfour / Becher Gale / Charles Riddy / Geoffrey Taylor / Douglas Kertland | Canadá  | 8.6          |
| 2    | Otto Krogh / Erik Bye / Ambrosius Høyer / Gustav Hæhre / Emil Irgens / Hannibal Feght / Wilhelm Hansen / Annan Knudsen / Einar Tønsager              | Noruega | desconhecido |

Quartas de final 2
| Pos. | Remadores | País        | Tempo        |
| ---- | --- | ----------- | ------------ |
| 1    | Albert Gladstone / Frederick Septimus Kelly / Banner Johnstone / Guy Nickalls / Charles Burnell / Ronald Sanderson / Raymond Etherington-Smith / Henry Bucknall / Gilchrist Maclagan | Reino Unido | 8.10         |
| 2    | Klekner Sándor / Haraszthy Lajos / Szebeny Antal / Éder Róbert / Hautzinger Sándor / Várady Jenö / Wampetich Imre / Kirchknopf Ferenc / Vasko Kálmán                                 | Hungria     | desconhecido |

### Semifinais
Semifinal 1
| Pos. | Remadores | País        | Tempo        |
| ---- | --- | ----------- | ------------ |
| 1    | Albert Gladstone / Frederick Septimus Kelly / Banner Johnstone / Guy Nickalls / Charles Burnell / Ronald Sanderson / Raymond Etherington-Smith / Henry Bucknall / Gilchrist Maclagan | Reino Unido | 8.12         |
| 2    | Irvine Robertson / Joseph Wright / Julius Thomson / Walter Lewis / Gordon Balfour / Becher Gale / Charles Riddy / Geoffrey Taylor / Douglas Kertland                                 | Canadá      | desconhecido |

Semifinal 2
| Pos. | Remadores | País        | Tempo        |
| ---- | --- | ----------- | ------------ |
| 1    | Oscar Taelman / Marcel Morimont / Rémy Orban / Georges Mijs / François Vergucht / Polydore Veirman / Oscar de Somville / Rodolphe Poma / Alfred van Landeghem | Bélgica     | 8.22         |
| 2    | Frank Jerwood / Eric Powell / Oswald Carver / Edward Williams / Henry Goldsmith / Harold Kitching / John Burn / Douglas Stuart / Richard Boyle                | Reino Unido | desconhecido |

### Final
| Pos. | Remadores | País        | Tempo        |
| ---- | --- | ----------- | ------------ |
| 1    | Albert Gladstone / Frederick Kelly / Banner Johnstone / Guy Nickalls / Charles Burnell / Ronald Sanderson Raymond Etherington-Smith / Henry Bucknall / Gilchrist Maclagan | Reino Unido | 8.34         |
| 2    | Oscar Taelman / Marcel Morimont / Rémy Orban / Georges Mijs / François Vergucht / Polydore Veirman / Oscar de Somville / Rodolphe Poma / Alfred van Landeghem             | Bélgica     | desconhecido |

## Quadro de medalhas do remo
| Pos. | País              | Ouro | Prata | Bronze | Total |
| 1    | GBR Grã-Bretanha  | 4    | 3     | 1      | 8     |
| 2    | BEL Bélgica       | 0    | 1     | 0      | 1     |
| 3    | CAN Canadá        | 0    | 0     | 3      | 3     |
| 4    | GER Alemanha      | 0    | 0     | 2      | 2     |
| 5    | HUN Hungria       | 0    | 0     | 1      | 1     |
| 5    | NED Países Baixos | 0    | 0     | 1      | 1     |